# 金六結
金六結，為臺灣宜蘭縣宜蘭市的地名，昔日稱為「金六結庄」，範圍包括今宜蘭市之復興里、民族里、文化里、思源里、建軍里等5個里的全部，及負郭里南部、民權里西部、神農里南部等地區。中華民國陸軍第六軍團在金六結地區設有一座新兵訓練中心金六結新兵訓練中心，以「血濺車籠埔，淚灑關東橋，魂斷金六結，命喪成功嶺」而聞名。

## 歷史
金六結早在清領時期已經發展成聚落，並劃為「金六結庄」，由員山堡所轄。進入日治時期後，金六結仍沿用清代體制不變。1920年（大正九年），全臺廢除堡里制，並將行政區劃改制為五州三廳，金六結改為臺北州宜蘭郡宜蘭街金六結大字，其下轄有「金結」、「五結」、「六結」、「七結」等小字名。

## 軍事
- 陸軍步兵第一五一師

## 組織
- 陸軍步兵第四五一旅（新訓旅/宜蘭金六結）
- 陸軍步兵第四五二旅（海防旅/宜蘭羅東）
- 陸軍步兵第四五三旅（戰車旅/宜蘭員山）

## 現今
- 陸軍步兵第一五三旅（新訓旅/宜蘭金六結）

### 直屬單位
- 旅部連（金六結營區）
- 通信連（金六結營區）

### 下轄單位
- 步兵第一營（營部連+步兵連×4）（金六結營區）
- 步兵第二營（營部連+步兵連×4）（金六結營區）
- 步兵第三營（營部連+步兵連×4）（金六結營區）
- 步兵第四營（營部連+步兵連×4）（金六結營區）
- 步兵第五營（營部連+步兵連×4）（金六結營區）
- 砲兵營（營部連+砲兵連×3）（金六結營區）

## 公車
- 752	宜蘭轉運站－台北榮總員山分院(經金六結和七結)1天7班
- 771	慈安路－金六結